# Тибести (планински венац)
Тибести је планински венац у централном делу Сахаре, који се углавном налази на крајњем северу Чада, са малим продужетком у јужну Либију. Највиши врх овог венца, Еми Куси, лежи на југу и висок је 3445 m и највиши је врх Чада и Сахаре. Бику Бити, највиши врх Либије, се налази на северу планинског венца. Централна трећина Тибестија је вулканског порекла и чини је пет штитастих вулкана на чијем врху су велики кратери: Еми Куси, Тарсо Тун, Тарсо Вун, Тарсо Јега и Тусиде. Велики потоци лаве су образовале простране платое који прекривају палеозојске кречњаке. Вулканска активност је била последица континенталне вруће тачке која се појавила током олигоцена и наставила се на неким местима све до холоцена, што је створило фумароле, термалне изворе, блатне базене, и наслаге натрита и сумпора. Ерозија је обликовала вулканске купе и изрезала широку мрежу кањона кроз које су текле реке врло нередовног протока који се брзо губио у пустињском песку.
Тибести, што значи "место где живе планински људи", је област коју насељава народ Тубу. Они живе дуж вадија и у ретким оазама где расту палме и понешто житарица. Они користе воду која се скупља у гелтама, резервоарима који знатно варирају од године до године и деценије до деценије. Становници Тибестија су навикли да зими воде стоку, а лети да жању житарице. Температуре су високе, мада надморска висина чини да је температурни опсег нижи од околне пустиње. Народ Тубу, који се први пут појавио у овом планинском венцу у 5. веку пре нове ере, су се прилагодили овим условима и претворили га велику природну тврђаву. Они су долазили у таласима, склањајући се за време ратова и одлазежи у време просперитета, мада не и без повремених интезивних унутрашњих сукоба. Долазили су у контакт са Картагињанима, Берберима, Туарезима, Османлијама и Арапима, као и са француским колонистима који су први пут ушли у планински венац 1914. и преузели контролу над облашћу 1929. Независан дух народа Тубу и геополитичка ситуација у региону закопликовали су истраживање венца и успоне на његове врхиве. Напетости су нарасле након што су Чад и Либија добиле независност половином 20. века, а узимање талаца и оружане борбе које су се дешавали због пограничних спорова над расподелом природних ресурса. Геополитичка ситуација и недостатак инфраструктуре су отежале развој туризма.
Сахарско-планинско флора и фауна, у коју спадају Римова газела и берберска овца, су се прилагодиле планинама. Клима није одувек била тако оштра. У прошлости је постојала већа биолошка разноврсност, што доказују сцене урезане у стене и пећински цртежи који се могу наћи на Тибестију, које датирају неколико миленијума у прошлост, пре доласка народа Тубу.